# 渡邉和雄
渡邉 和雄（わたなべ かずお、1972年1月21日 - ）は、大井競馬場所属の調教師。群馬県出身。
戸籍上の表記は旧字体の「渡邉」だが、旧字体の使用に制限がある一部メディアでは新字体の「渡辺」に修正して表記される。

## 来歴
1972年、群馬県出身。高崎競馬場の調教師で、四歳優駿（のち高崎ダービー）や、グレートサーペンでの1988年北日本マイルチャンピオンシップ南部杯優勝経験のある渡邉和泰を父に持つ。自身が調教師を志すきっかけになったのはこの南部杯制覇であったという。
麻布大学獣医学科を卒業後、大井競馬場の田中康弘厩舎で厩務員として働き、2007年6月1日に調教師免許を取得、2008年4月より調教師として厩舎を開業した。同月7日に大井4Rで初出走（シゲルトップウ、14着）。初出走から約5ヶ月後の9月2日、大井4Rをヤマトコウシュウが勝ち初勝利を挙げる。
2014年9月15日、大井競馬場で開催された東京記念をユーロビートで制し、重賞初制覇。翌年には同馬で盛岡競馬場のマーキュリーカップを制し、ダートグレード競走初制覇を果たした。
2023年、ミックファイアがジャパンダートダービーを制し、JpnI競走初制覇。同馬は羽田盃、東京ダービーまでを無敗で制しており、この勝利で22年ぶりの南関東三冠を無敗で成し遂げたこととなった。

## 主な管理馬

### ダートグレード競走優勝馬
太字がダートグレード競走。
- ユーロビート（2014年東京記念、2015年マーキュリーカップ、2016年東京記念、2017年金盃）
- クレイジーアクセル（2018年東京湾カップ、2019年ノースクイーンカップ、ビューチフルドリーマーカップ、クイーン賞）
- ミックファイア（2023年羽田盃、東京ダービー、ジャパンダートダービー、ダービーグランプリ）

### 重賞競走優勝馬
- ウマノジョー（2017年大井記念）
- ロードクエスト（2021年せきれい賞、OROカップ）
- セイカメテオポリス（2021年戸塚記念、2023年オグリキャップ記念、大井記念、東京記念、2024年はがくれ大賞典）
- グランパラディーゾ（2022年読売レディス杯）
- キングストンボーイ（2024年勝島王冠、2025年報知グランプリカップ、ブリリアントカップ）
- キリンジ（2025年金盃）

### その他の管理馬
- ゴライコウ